# 栗熊駅

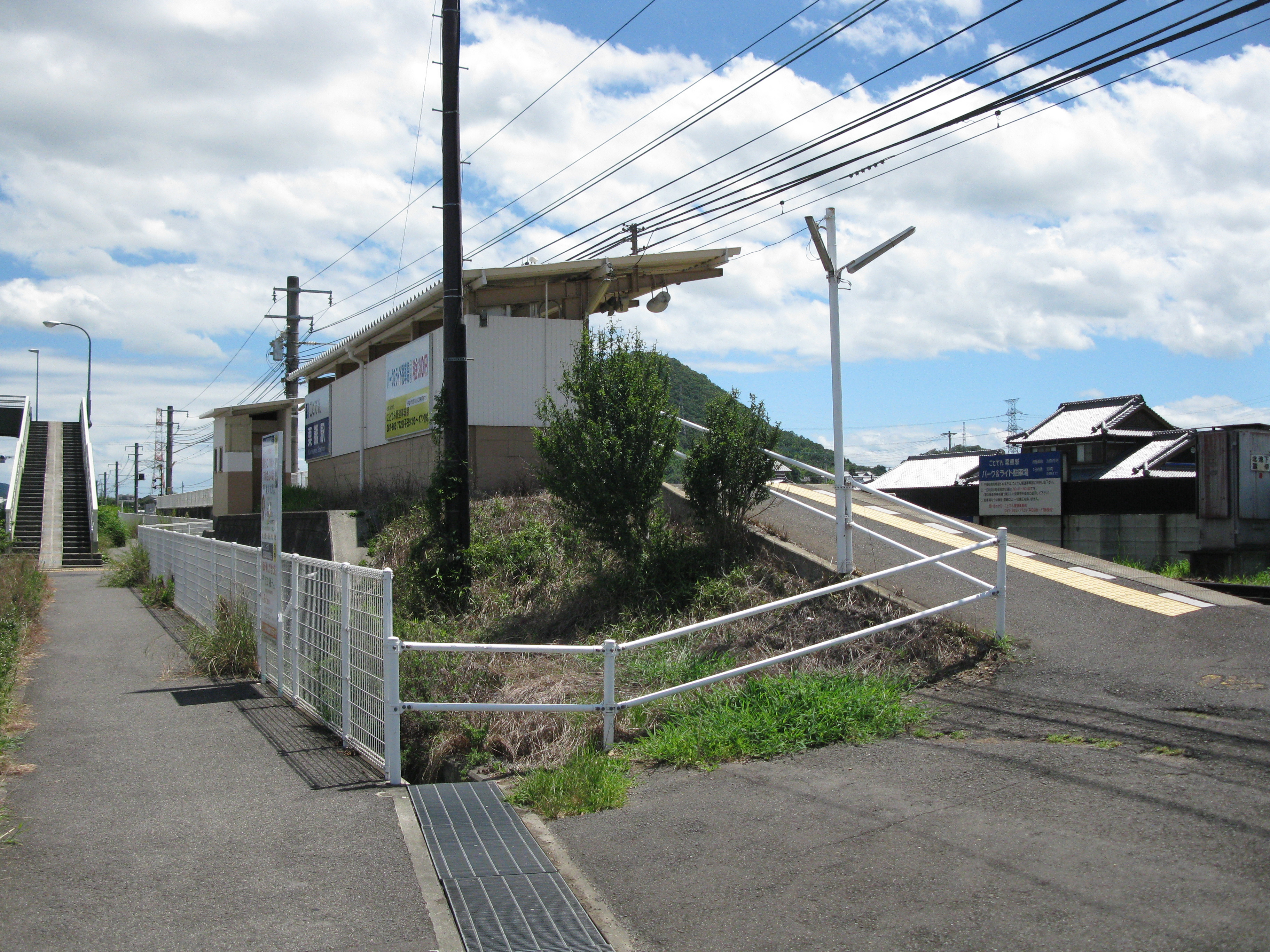
岡田方入り口　右方に構内踏切と駐車場入り口

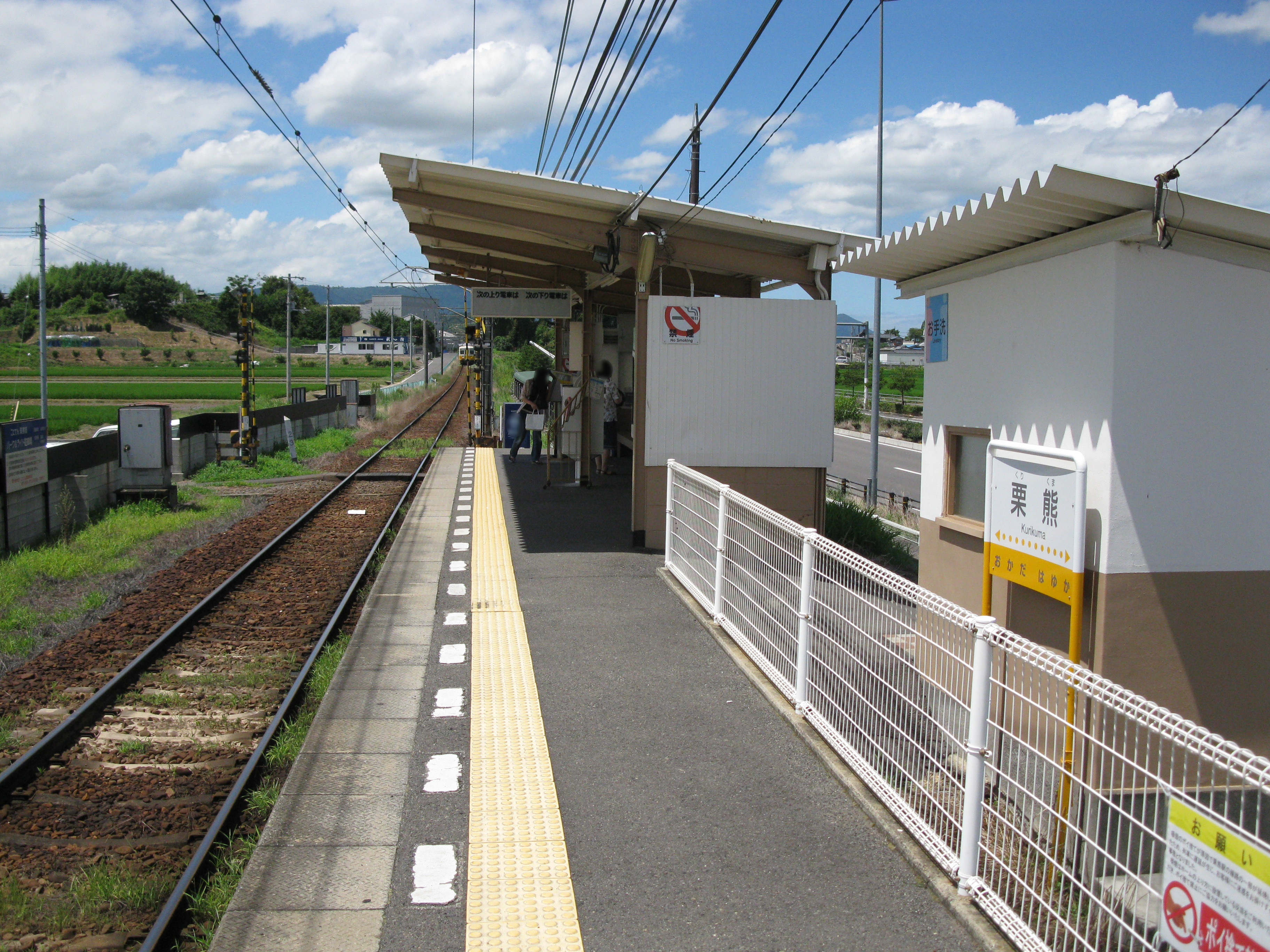
構内　羽床方より　構内踏切挟んで左手に駐車場入り口

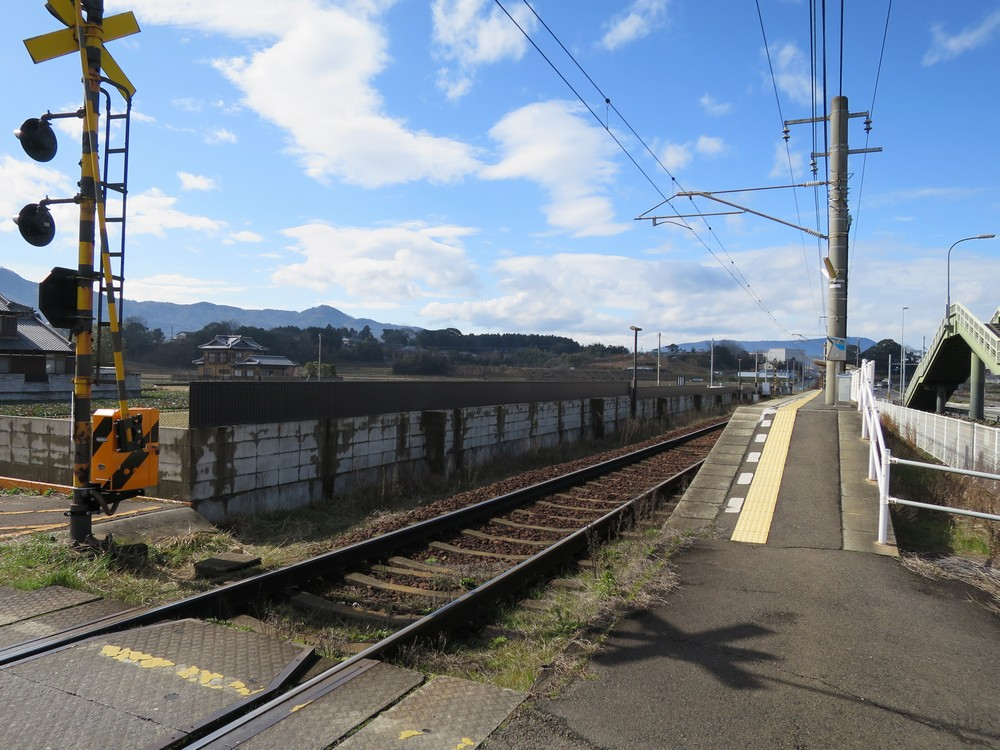
栗熊駅（羽床側駅入り口）

栗熊駅（くりくまえき）は、香川県丸亀市綾歌町栗熊東にある、高松琴平電気鉄道琴平線の駅である。駅番号はK17。

## 駅構造
単式ホーム1面1線を有する。かつては2面2線の交換可能駅であったが、現在では反対側ホームは撤去され、月極駐車場に整備されている。無人駅。
駅入り口はホーム両端と駅待合所脇（国道歩道橋の降り口傍）の３箇所ある。

## 利用状況
各年度の1日平均乗車および乗降人員は下表のとおり。
| 年度   | 1日平均 乗車人員 | 1日平均 乗降人員 |
| ------ | ---------------- | ---------------- |
| 2004年 | 315              |                  |
| 2005年 | 296              |                  |
| 2006年 | 276              |                  |
| 2007年 | 258              |                  |
| 2008年 | 279              |                  |
| 2009年 | 274              |                  |
| 2010年 | 277              |                  |
| 2011年 | 276              | 551              |
| 2012年 | 267              | 534              |
| 2013年 | 257              | 514              |
| 2014年 | 276              | 551              |
| 2015年 | 293              | 586              |
| 2016年 | 289              | 577              |
| 2017年 | 310              | 618              |
| 2018年 | 292              | 583              |
| 2019年 |                  | 587              |
| 2020年 |                  | 460              |

## 駅周辺
- 国道32号
- 香川県道22号善通寺綾歌線
- 丸亀警察署栗熊駐在所
- 丸亀市綾歌市民総合センター
  - 丸亀市立綾歌図書館
- 丸亀市綾歌総合文化会館アイレックス
- 栗熊郵便局
- JA香川県（香川県農業協同組合）栗熊支店
- 丸亀市立綾歌中学校
- 丸亀市立栗熊小学校
- 綾歌神社

## バス
- 丸亀コミュニティバス（琴参バスの受託運行）
  - レオマ宇多津線

## 歴史
- 1927年（昭和2年）3月15日 - 琴平電鉄の駅として開業。
- 1943年（昭和18年）11月1日 - 会社合併により高松琴平電気鉄道琴平線の駅となる。
- 2024年（令和6年）12月23日 - クリスマスの企画として「栗熊す」の駅名標を掲示（同年12月26日まで）[2]。

## その他
例年クリスマスの時期に瓦町駅コンコースもしくは瓦町FLAGに当駅をもじった「栗熊す」の駅名標が設置される。上記の通り2024年には栗熊駅にも「栗熊す」の駅名標が設置された。

## 隣の駅
高松琴平電気鉄道
■琴平線
羽床駅（K16） - 栗熊駅（K17） - 岡田駅（K18）